# P12 (автодорога)
Республиканская автомобильная дорога P-12 (каз. P-12 тас жолы, чаще встречается название автодорога Кокшетау — Атбасар) — автомобильная дорога общего пользования Кокшетау — Атбасар (с подъездами к Зеренде, Сандыктау, Балкашино), далее переходит в международную автодорогу M36. Протяжённость магистрали составляет — 184 километров. Проходит по территории Акмолинской области. Дорожное покрытие дороги является асфальт.
1. ↑  Об утверждении Правил и условий классификации, перечня, наименования и индексов автомобильных дорог общего пользования международного и республиканского значения, в том числе перечня автомобильных дорог оборонного пользования. tengrinews.kz. Дата обращения: 4 июля 2020. Архивировано 27 июня 2020 года.

## Регионы
В Акмолинской области трасса проходит по территории трёх районов: Зерендинского, Сандыктауского (Балкашинский) и Атбасарского. Также по г.а Кокшетау